# Psammoecus t-notatus
Psammoecus t-notatus là một loài bọ cánh cứng trong họ Silvanidae. Loài này được Blackburn miêu tả khoa học năm 1908.